# 太極章
太極章（たいきょくしょう、朝鮮語: 태극장）は、大韓帝国の勲章。序列は大勲位李花大綬章に次ぐ。

## 歴史

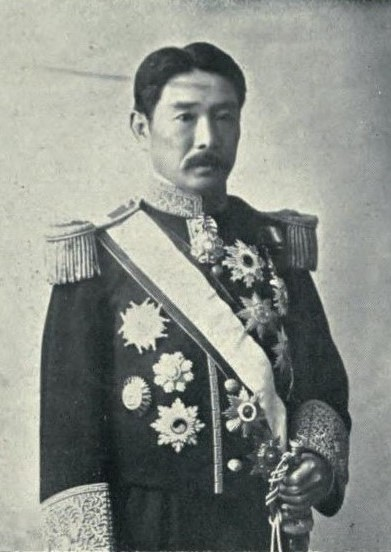
勲一等太極大綬章の副章（向かって左側の一番下）を佩用するベルリン公使時代の珍田捨巳。佩用している大綬は勲一等旭日大綬章である。（1910年）

太極章は、1900年4月17日に発布された大韓帝国勅令第13号の勲章条例によって、大勲位金尺大綬章や大勲位李花大綬章などとともに制定された。名称は朝鮮の国旗である太極旗から取られている。大韓帝国の文官や武官を対象として、彼らの役職における勲功を評価して授与された。

## 運用
太極章は勲一等から勲八等まで制定されていた。最高位の勲一等太極大綬章は、既に勲二等太極章を受章している一品官吏や陸海軍長官の中で、在職5年以上の者に授与された。勲一等太極大綬章に次ぐ勲二等太極章も同様に、勲三等太極中綬章を受章した者で在職5年以上の場合に授与された。勲三等太極中綬章は、文武官の中で勲四等太極小綬章を受章し、在職4年以上の者に授与された。以下勲四等太極小綬章は勲五等太極小綬章を、勲五等太極小綬章は勲六等太極小綬章を受章した文武官で在職4年以上の者に贈られ、勲六等太極小綬章は勲七等太極小綬章を、勲七等太極小綬章は勲八等太極小綬章を受章した文武官で在職3年以上の者に贈られた。勲八等太極小綬章は在職3年以上が受章条件だった。
基本的には上記のように勲八等太極小綬章から順に授与されるが、役務に応じて初受章時の勲等は異なっていた。大韓帝国の皇帝による勅旨を以て任じられる勅任官（参考：勅任官〈日本〉）の場合、一等官を5年以上務めた者、二等官を6年以上務めた者、三等官を7年以上務めた者に関しては、その勲功に応じて初受章で勲三等太極中綬章が授与された。四等官は、8年以上の在職で勲四等太極小綬章が授与された。
勅任官の下位に位置する奏任官（参考：奏任官〈日本〉）の場合、三等官以上の陸海軍佐官のうち、9年以上の在職で勲五等太極小綬章が授与された。六等官以上の陸海軍尉官は、9年以上の在職で勲六等太極小綬章が授与された。
勅任官や奏任官といった勅奏官の下位に位置する判任官（参考：判任官〈日本〉）の場合は、12年以上の在職で勲七等太極小綬章が授与された。判任官待遇の官吏や陸海軍軍曹のうち優れた功績を上げた者に関しては、その在任期間に関係なく勲八等太極小綬章が授与された。また、兵卒であっても特に優れた功績を上げた場合はこれを受章することができた。なお、勅奏官や判任官で非常に優れた功績がある場合には、その時点の在職年数に関わることなく勲章の授与や勲等の昇進が行われた。外国人に対する叙勲は内規によって定められている。

## 意匠

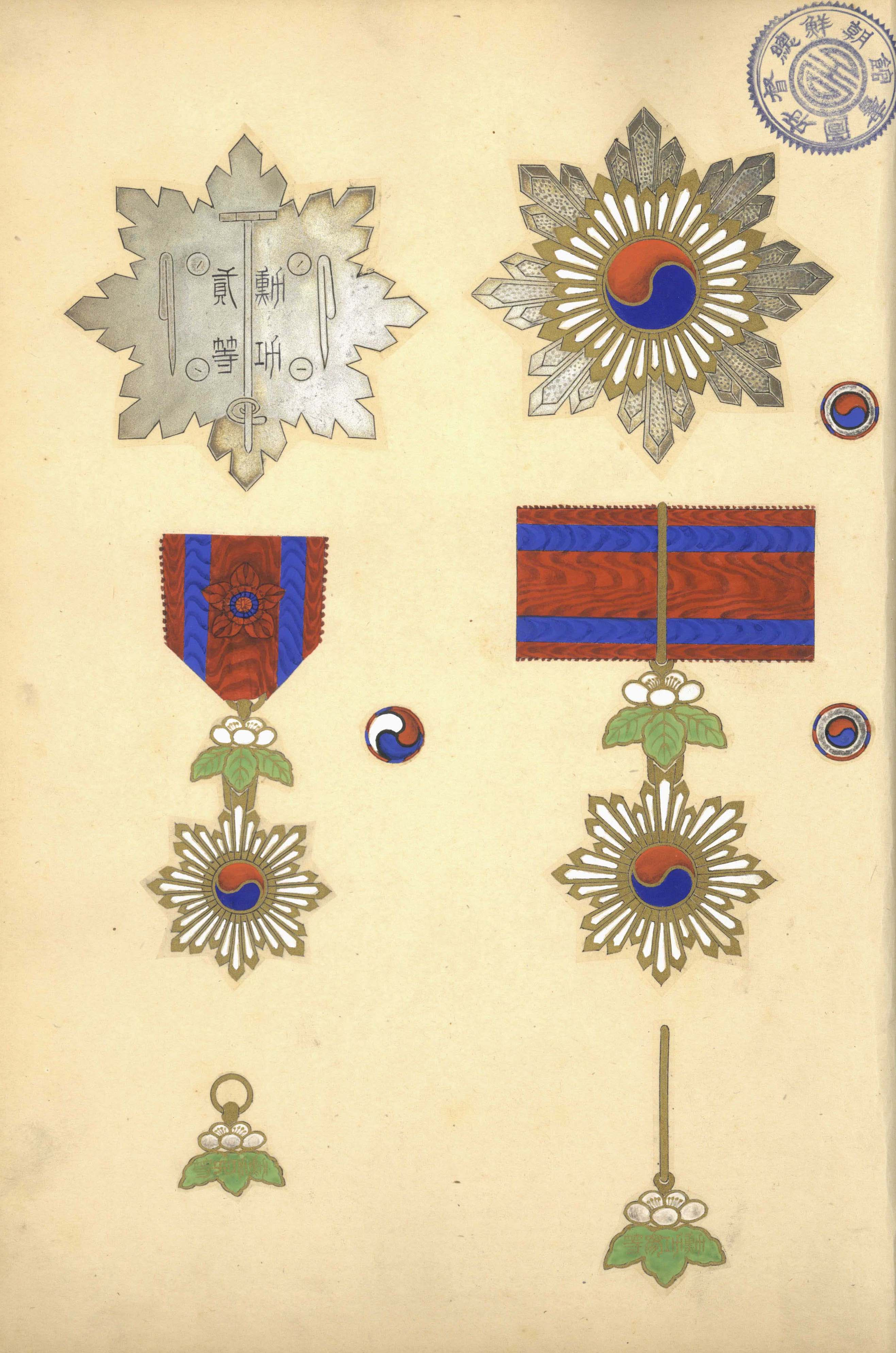
勲二等太極章兼勲一等太極大綬章副章（上）
勲三等太極中綬章兼勲二等太極章副章（右下）
勲四等太極小綬章（左下）

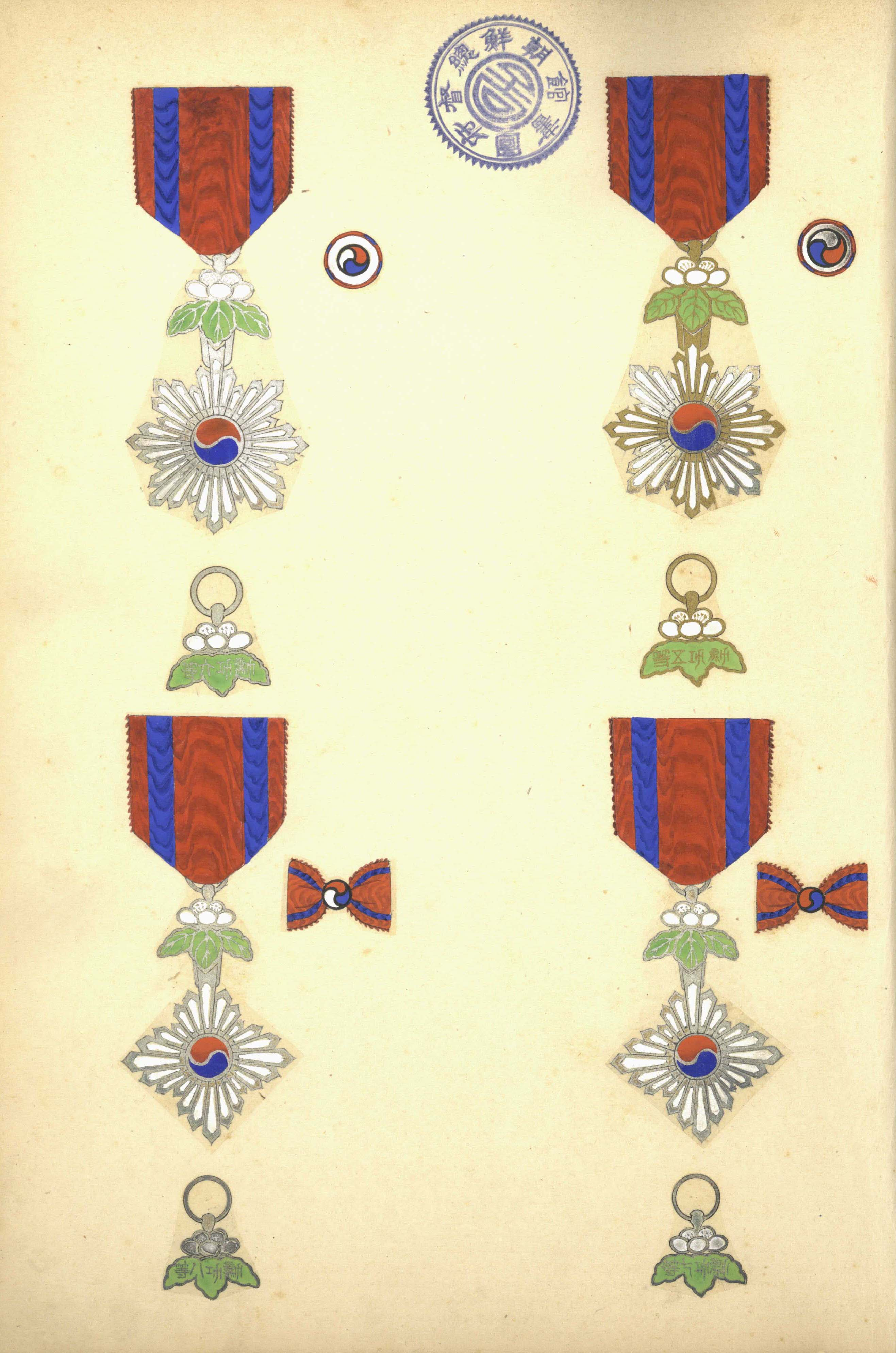
勲五等太極小綬章（右上）
勲六等太極小綬章（左上）
勲七等太極小綬章（右下）
勲八等太極小綬章（左下）

最高位である勲一等太極大綬章は、正章と副章から構成される。正章は金製であり、直径は約7.6センチ（2寸5分）である。中央には金で縁取りされた青と紅の太極が配され、太極を中心として四方に白色の光線が伸びる。大綬と正章を繋ぐ鈕も同様に金製であり、上向きに咲く白い李花を三枚の緑葉が支える姿が描かれている。鈕の裏面には右横書きの篆書体で「勲功一等」と刻まれている。勲一等太極大綬章を佩用する際には、赤地に二本の青い線が入った間道織の大綬を右肩から左脇へ垂れ、交差させたところに鈕を取り付けて正章を下げる。副章は左胸に佩用する。略綬の材質は大綬と同様であり、青と紅の太極があしらわれた円形をしている。略綬は通常のスーツや礼服を着用する場合に、左胸のボタンホールに佩用する。
勲二等太極章は、勲一等太極大綬章の副章を兼ねている。直径は約9センチであり、勲一等太極大綬章の正章同様金製である。中央には金で縁取りされた青と紅の太極が配され、太極を中心として四方に白色と銀色の二重光線が伸びる。裏面には佩用金具が中央と左右の計3か所に装着されており、佩用金具に挟まれるようにして縦書きの篆書体で「勲功二等」の陰刻がある。勲二等太極章の略綬は勲一等のそれと材質が同一だが、デザインはやや異なっている。青と紅の太極があしらわれた円形であるが、加えて太極の円周が白色で縁取られている。
勲三等太極中綬章は、勲二等太極章の副章を兼ねている。直径は約5.5センチであり、材質は他の勲等同様金製である。基本的に章も鈕もデザインは勲一等の正章と同様であり、鈕の裏面には右横書きの篆書体で「勲功三等」と刻まれている。中綬と章を繋ぐ鈕は楕円形をしており、佩用する際は中綬を首に掛ける。略綬の材質やデザインは勲二等のそれとほぼ同様だが、やや太極が小さく、白色の縁取りは二重に描かれている。
勲四等太極小綬章は直径約4.5センチの金製であり、鈕の裏面には右横書きの篆書体で「勲功四等」と刻まれている。デザインは勲三等と同様だが、鈕のみ正円形である。略綬の材質は勲三等のそれと同様だが、デザインは大きく異なる。円形の略綬は青、紅、白の三色からなる三太極が描かれている。この勲等から小綬章となるが、勲四等のみ小綬に李花が付属する。
勲五等太極小綬章は直径、材質ともに勲四等太極小綬章と同一だが、鈕のみ銀製である。鈕の裏面には右横書きの篆書体で「勲功五等」と刻まれている。略綬の材質やデザインは勲四等のそれとほぼ同一であり、唯一三太極の円周が白色で縁取られている点に違いが見られる。
勲六等太極小綬章、勲七等太極小綬章、勲八等太極小綬章はいずれも直径約3センチの銀製であり、鈕の裏面には右横書きの篆書体で「勲功六等」、「勲功七等」、「勲功八等」と刻まれている。勲六等の略綬は勲五等のそれとほぼ同一であり、三太極を白色の縁取りが二重に囲んでいる点に違いがみられる。勲七等の略綬は蝶型であり、中央には青と紅の太極が描かれている。勲八等の略綬も蝶型であり、中央には青、紅、白の三色からなる三太極が描かれている。小綬章の場合は鈕で章を繋ぎ、左胸に佩用する。